# Giants Nördlingen Basketball
Giants Nördlingen è una società cestistica, parte della polisportiva TSV 1861 Nördlingen, avente sede a Nördlingen, in Germania. Fondata nel 1953, gioca in ProB.
Disputa le partite interne nella Hermann-Kessler Halle, che ha una capacità di 3.000 spettatori.